# Le Sorcier de la montagne de Feu

Le Sorcier de la montagne de Feu (en anglais : The Warlock of Firetop Mountain) est un livre-jeu de genre médiéval fantastique, écrit par les Anglais Steve Jackson et Ian Livingstone, illustré par Peter Andrew Jones (couverture) et Russ Nicholson (illustrations intérieures) et publié en 1982. C'est le premier livre-jeu de la collection Défis fantastiques.
Ce livre a une importance toute particulière car il est le premier du genre à avoir connu un succès notable, et il a permis de populariser le genre du livre-jeu, où la volonté et les choix du lecteur dictent le déroulement de l'histoire.

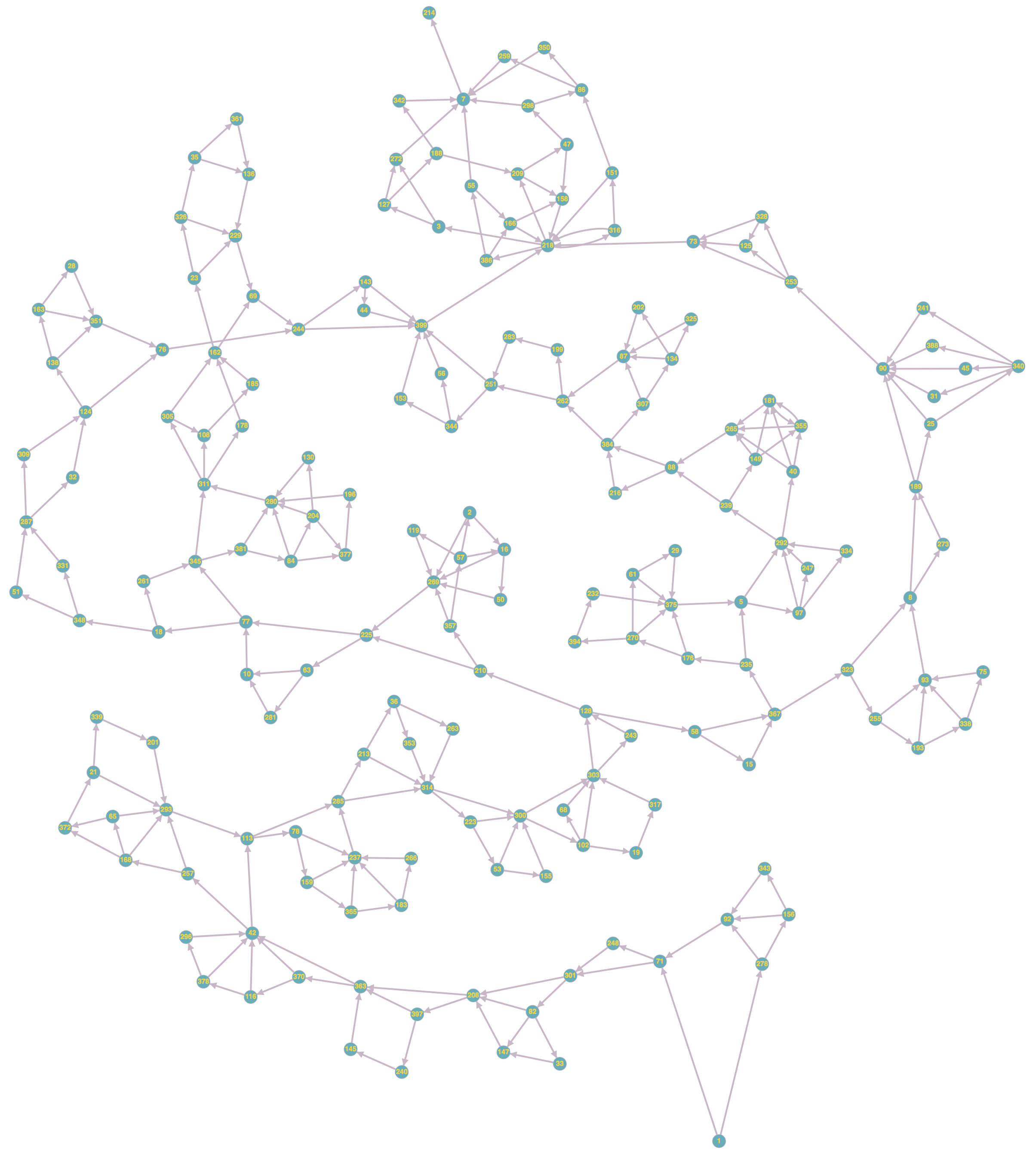
Graphe de la structure des paragraphes de la première partie du livre-jeu. L'histoire commence au paragraphe 1 (en bas à droite) et la seconde partie commence au paragraphe 214 (en haut). Le graphe permet de distinguer quatre catégories de chemin se rejoignant en 218 pour mener à la seconde partie.

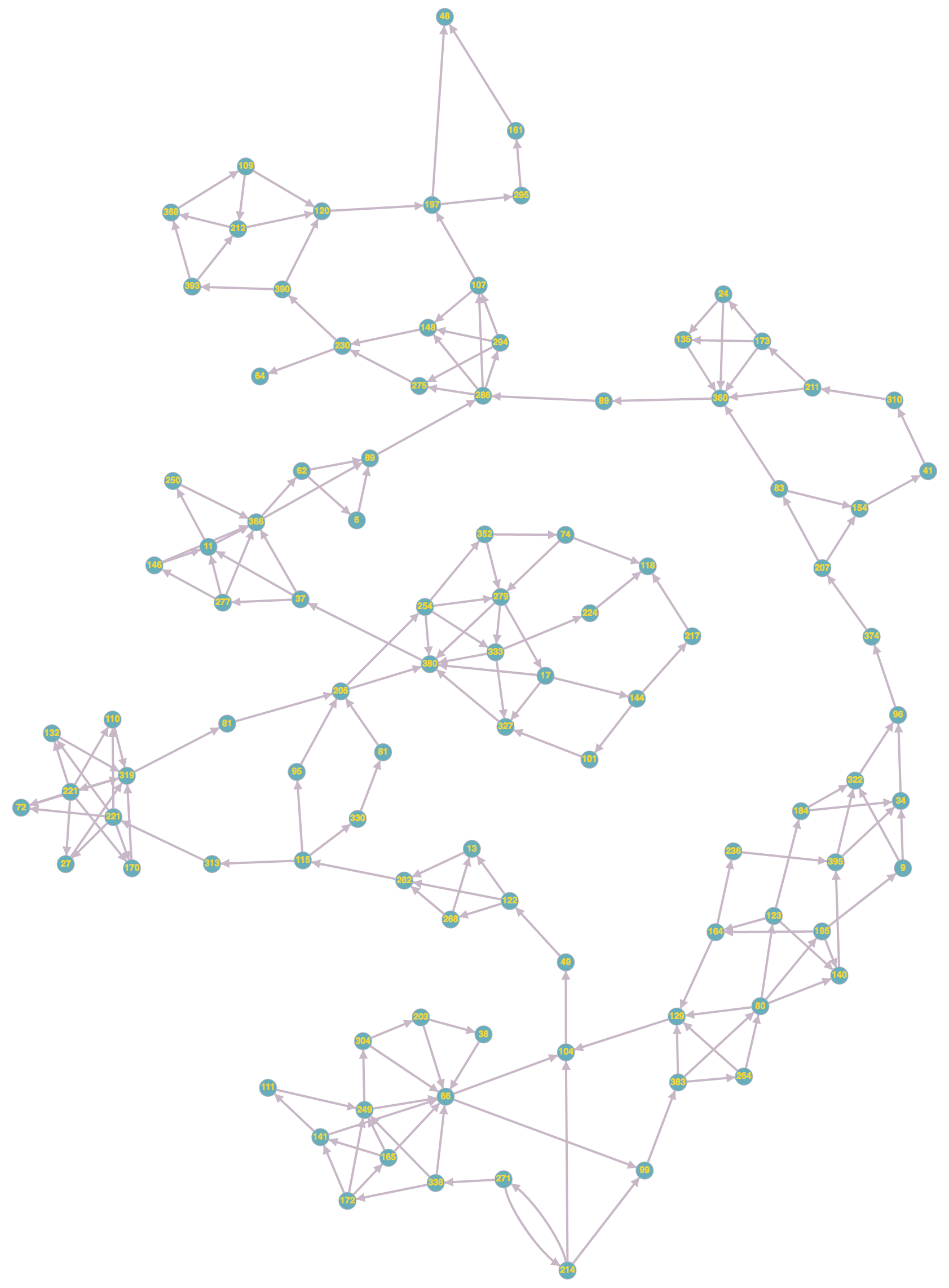
Graphe de la structure de la seconde partie du livre-jeu entre en bas le paragraphe 214 (passage de la rivière) et en haut le 48 (entrée dans le labyrinthe). Les paragraphes 64 et 118, qui ne mènent nulle part, signalent la mort du héros.

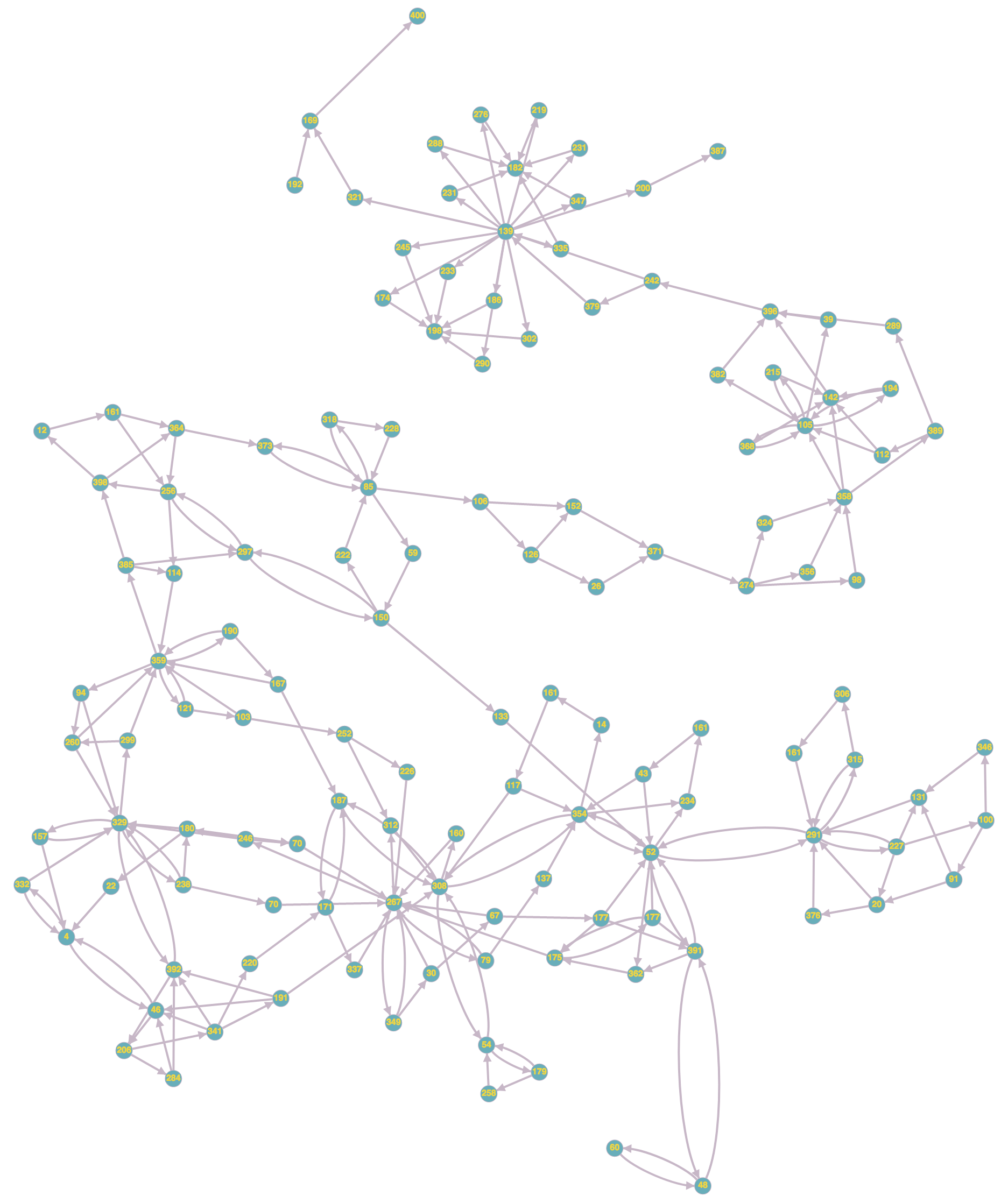
Graphe de la structure du labyrinthe dans le livre-jeu, entre l'entrée du labyrinthe (paragraphe 48, en bas) et la victoire (paragraphe 400, en haut).

## Synopsis
Un héros doit traverser le labyrinthe de grottes de la montagne de Feu pour aller y affronter un terrible sorcier, Zagor, et acquérir son trésor.

## Contexte et impact
Le concept du livre-jeu existe déjà depuis une dizaine d'années lorsque Le Sorcier de la montagne de Feu paraît chez Puffin Books en août 1982, malgré le scepticisme d'une grande partie de la maison d'édition. Il marque une nette avancée du genre : outre le fait qu'il a été écrit à quatre mains, il est d'une ampleur inégalée jusqu'ici, puisqu'il totalise 400 paragraphes. Il introduit en outre, chose entièrement nouvelle, un système de règles de jeu, avec trois caractéristiques à déterminer grâce à des dés par le joueur : son habileté, son endurance et sa chance. Cependant, son scénario reste conventionnel, puisqu'il s'agit d'un simple porte-monstre-trésor, visiblement inspiré de Donjons et Dragons, dans lequel le héros cherche à s'emparer du trésor d'un magicien caché au fin fond d'un labyrinthe souterrain.
Ce livre atteint des records de vente (20 000 exemplaires vendus en Grande-Bretagne en l'espace d'un mois, il est réédité vingt fois en l'espace d'un an) et lance une véritable mode du livre-jeu.  La série Défis Fantastiques (Fighting Fantasy), dont il est le premier tome, est probablement la plus célèbre de toutes,, en particulier les premiers livres, comme Le Labyrinthe de la mort de Ian Livingstone ou Le Manoir de l'Enfer de Steve Jackson. 
Le livre est, tout comme le jeu de rôle sur table à la même époque, victime d'une panique morale à l'époque de sa sortie, certaines personnes affirmant que lire un livre-jeu est une pratique satanique. La maison d'édition Puffin Books a ainsi vu un prêtre s'enchaîner à ses portes pour exiger le retrait du Sorcier de la montagne de Feu de la vente.
Un jeu de société a été créé ayant pour nom Le Sorcier de la montagne de Feu, reprenant l'histoire du livre, et un jeu vidéo sur Nintendo DS appelé : Fighting Fantasy: The Warlock of Firetop Mountain, jamais sorti en France.

## Analyse
Contrairement à la plupart des livres de la collection Défis fantastiques, il n'y a pas ici d'autre prétexte à l'aventure que l'enrichissement. Le sorcier, Zagor, n'est pas présenté comme un danger pour les royaumes alentour. Il est donc en ce sens moralement différent des autres opus dans lesquels le but est de tuer un sorcier (les KTS, kill the sorcerer), qui est alors démoniaque et prévoit d'envahir le continent.
Le scénario est simpliste et comporte des lacunes. Par exemple, comment les créatures survivent-elles en absence de nourriture, comment font-elles pour cohabiter alors qu'elles sont hostiles, pourquoi les clefs du trésor ont-elles été cachées dans différents endroits ? Ces défauts se retrouvent dans plusieurs ouvrages de la collection et en font presque une marque de fabrique. Ce sont par ailleurs des défauts courants de scénarios de jeu de rôle de l'époque.
L'aventure comporte deux parties distinctes :
- la première partie, qui comprend 182 paragraphes, écrite par Ian Livingstone, est relativement linéaire ; elle consiste en une galerie avec des portes de chaque côté, le joueur étant libre de les ouvrir pour explorer les pièces ou pas ;
- la deuxième partie, écrite par Steve Jackson, est constituée d'une courte partie globalement linéaire qui précède un labyrinthe dans lequel il est possible de revenir en arrière ; certaines portes téléportent vers d'autres endroits du labyrinthe, renforçant la difficulté.

L'ouvrage se termine par une confrontation avec Zagor.

## Suites
Ian Livingstone écrira par la suite Retour à la montagne de Feu (Return to Firetop Mountain, t. 50, 1992) puis La Légende de Zagor (Legend of Zagor, t. 52, 1993).

## Anecdotes
Le livre-jeu La Sorcière des neiges (Ian Livingstone, Caverns of the Snow Witch, t. 9, 1984) se termine au sommet de la montagne de Feu.
Dans un autre livre-jeu de la même série, Rendez-vous avec la M.O.R.T. (Steve Jackson, Appointment with F.E.A.R, t. 17, 1985), le héros peut acheter dans une librairie Le Sorcier de la montagne de Feu pour son patron.